# The Saint's Double Trouble
Pour les articles homonymes, voir Le Saint.
Série
The Saint in London
(1939) The Saint Takes Over
(1940)
Pour plus de détails, voir Fiche technique et Distribution.
The Saint’s Double Trouble est un film américain réalisé par Jack Hively, sorti en 1940, d'après le personnage créé par Leslie Charteris et basé sur un scénario original de Ben Holmes.

## Synopsis
Le Saint est sur les traces d’un voleur de bijoux qui se trouve être son parfait sosie. L’homme a dissimulé des diamants dans une momie qui doit ainsi les « convoyer » du Caire jusqu’à Philadelphie.

## Fiche technique
- Réalisation : Jack Hively
- Scénario : Ben Holmes, d'après le personnage de Leslie Charteris
- Images :  J. Roy Hunt
- Musique : Roy Webb
- Son : Hugh McDowell Jr.
- Montage : Theron Warth et Desmond Marquette
- Production : RKO Radio Pictures
- Producteur : Cliff Reid
- Distribution : RKO Radio Pictures
- Genre : film policier
- Pays de production :  États-Unis
- Année de tournage : 1940
- Durée : 68 minutes
- Format : 35mm - noir et blanc
- Date de sortie :
  - États-Unis : 26 janvier 1940

## Distribution
- George Sanders : Simon Templar/Boss’ Duke Bates
- Helene Whitney : Anne Bites
- Jonathan Hale : Inspecteur John Fernack
- Bela Lugosi : Le Partenaire
- Donald MacBride : John Bohlen
- John F. Hamilton : Limpy
- Thomas W. Ross : Professeur Horatio Biss
- Elliott Sullivan : Monk

## Commentaires
En 1940, l’écrivain Leslie Charteris avait publié 21 romans des aventures du Saint, tous sortis aux Etats-Unis. Dans ces conditions, on se demande pourquoi Ben Holmes, réalisateur du premier film de la série RKO The Saint in New York a été concevoir un scénario original, et surtout que la production ait mentionné sur l’affiche « d’après un roman de Leslie Charteris », qui n’a jamais écrit de près ou de loin aucun récit s’intitulant « The Saint’s Double Trouble ».
Selon Burl Barer, ami de Charteris et grand spécialiste du « Saint », l’affiche est un mensonge. C’est ce qu’il déclare page 56 de son imposant ouvrage « The Saint : A Complete History in Print, Radio, Film and Television, 1928-1992 publié en 1993 chez McFarland and Company. Aujourd’hui, les documents que l’on trouve sur le film indiquent bien que ce quatrième opus RKO est bien un scénario original, auquel Leslie Charteris a néanmoins collaboré.
L’actrice principale du film,  Helene Reynolds (1914-1990), connue pour Le Ciel peut attendre d’Ernst Lubitsch, s’appelait à l’époque du tournage et de la sortie de ce film Helene Whitney, elle est créditée sous ce nom au générique.
Si Ben Holmes est passé entre le film de 1938 et celui-là du poste de réalisateur à scénariste (unique en l’occurrence), on peut remarquer que Jack Hively, connu comme responsable du montage pour The Saint Strikes Back en 1939. C’est un cas fréquent dans le monde du cinéma. On peut citer le réalisateur Peter Hunt, monteur des premiers James Bond et réalisateur du sixième volet Au service secret de Sa Majesté en 1969.
George Sanders retrouve pour la troisième fois le rôle de Simon Templar, et Jonathan Hale la deuxième celui de l’inspecteur Fernack.
Le film s’offre une star à son casting en la personne de Bela Lugosi, acteur hongro-américain (1892-1956), célèbre pour son interprétation du comte Dracula. De ce fait, la promotion du film se fit en grande partie sur le nom de Lugosi pour attirer les foules. Depuis 1931 et le premier Dracula signé Tod Browning, le comédien était devenu une légende du cinéma fantastique. Le fait qu'il y ait une momie dans le scénario original n'est pas une coïncidence vu la présence de l'acteur. Toutefois, l'aspect comédie gâche un peu l'opportunité d'avoir au générique Lugosi qui aurait pu constituer un adversaire de Simon Templar redoutable et le film donne l'impression d'une belle occasion manquée.
Le film est ouvertement orienté dans le genre comédie, après les films noirs constitués par les quatre premiers épisodes RKO.  Dans le précédent, George Sanders était à la fois Robin des Bois et Jesse James, à présent, on le retrouve jouant deux rôles, visitant son sosie en prison, et pour cause du scénario étant dans certaines scènes déguisé en robe et voile noir, ce qui rend ridicule le personnage du Saint comme le fera plus tard Jean Marais en 1966. De ce fait, même si la presse trouva sa prestation « amusante », il perdait beaucoup en crédibilité. Le film devient une parodie du « Saint », déroutant les lecteurs de Charteris et les spectateurs des premiers films.
On observe avec la saga du Saint au cinéma le même phénomène que pour les adaptations des romans de Ian Fleming pour la série James Bond: S'affranchir très vite de l'œuvre littéraire. C'est le cas pour James Bond dès le cinquième film, On ne vit que deux fois en 1967 qui ne restitue plus le livre, lui substituant (comme c'est le cas ici pour Le Saint) un scénario original de Roald Dahl. Cela passe inaperçu pour le spectateur qui n'a pas lu les romans, mais les afficionados des livres crient à la trahison. L'aspect parodique de ce nouvel opus du Saint qui atténue le côté sombre et noir des précédents films conforte ce  sentiment de non respect de l'œuvre littéraire même si Leslie Charteris a participé au scénario.

## DVD
Le film a été édité en DVD par les éditions Montparnasse